# Редзян
Редзян (пол. Rzędzian) — шляхтич, другорядний вигаданий персонаж романів Генріка Сенкевича "Вогнем і мечем" та "Потопу". У фільмі Вогнем і мечем Єжи Гоффмана був зіграний Войтеком Малайкатом.

## Історія постаті у романі
У Вогнем і мечем довірена особа Яна Скшетуського. Поранення від Юрка Богуна, а згодом вдавав себе за його друга. Це допомогло йому отримати пернач та перстень. Визволив зі Чортового яру Олену при цьому вбив відьму Горпину.
У Потопі є багатим шляхтичем, старостою та орендарем землі від воєводства Мазовецького.